# Cropthorne
Cropthorne est un village et une paroisse civile du Worcestershire en Angleterre, situé à environ 20 km au sud-est de Worcester.
Sa population était de 603 habitants en 2001.